# Lutzenberg
Lutzenberg é uma comuna da Suíça, no Cantão Appenzell Exterior, com cerca de 1.196 habitantes. Estende-se por uma área de 2,26 km², de densidade populacional de 529 hab/km². Confina com as seguintes comunas: Eggersriet (SG), Heiden, Rheineck (SG), Rorschacherberg (SG), Sankt Margrethen (SG), Thal (SG), Walzenhausen, Wolfhalden. 
A língua oficial nesta comuna é o Alemão.